# Калінін Михайло Павлович
Миха́йло Па́влович Калі́нін (*1906 — †1958) — радянський кінорежисер, мультиплікатор, сценарист, актор.

## Біографічні відомості
Народився 1906 р. Закінчив акторський факультет Державного технікуму кінематографії (1930) і режисерський факультет Державного інституту кінематографії (1934). Писав сценарії, був режисером-мультиплікатором.
Нагороджений орденом Червоної Зірки.
Помер 1958 р. 

## Фільмографія
Актор:
- «Пісня про першу дівчину» (1930)

Сценарист:
- «Одні знайомі» (1933, у співавт.)
- «Без помилки» (1935, у співавт.)
- «Таємничий острів» (1941, у співавт. з Б. Шелонцевим; Одеська кіностудія)
- «Чужий голос» (1949, мультфільм; у співавт.)
- «Чотири монети» (1955, мультфільм)

Режисер:
- «Одні знайомі» (1933, у співавт.)
- «Балада про стіл» (1955, мультфільм; у співавт.)
- «Чому пішло кошеня?» (1957, мультфільм)